# 윈턴 층

원턴 층의 분포

윈턴 층(Winton Formation)은 오스트레일리아의 퀸즐랜드에 위치한 지층으로, 지질연대는 백악기 전기이다. 위로는 매쿤다 층이 퇴적되어있다.

## 발견된 고생물
- 아우스트랄로베나토르 (Australovenator)
- 윈토노티탄 (Wintonotitan)
- 디아만티나사우루스 (Diamantinasaurus)
- 아우스트로사우루스 (Austrosaurus)

이 외에도 명명되지 않은 수각류나 용각류, 조각류가 산출되었다.